# Ліза Лопес
Ліза «Лефт Ай» Лопес (англ. Lisa Nicole Lopes; нар. 27 травня 1971, Філадельфія, США — пом. 25 квітня 2002, Ла-Сейба, Гондурас) — американська співачка, авторка пісень, танцівниця, реперка, акторка. Колишня учасниця гурту TLC.

## Життєпис
Прізвисько «Лефт Ай» (укр. «Ліве око») з'явилося, коли співачка носила окуляри з презервативом замість лівого скла в рамках програми популяризації безпечного сексу.
Ліза Лопес страждала від алкогольної залежності (за власними словами, через проблеми в минулому) і намагалася вилікуватися. У 1994 році, запідозривши у зраді свого бойфренда, футболіста Андре Райсона, в сильному сп'янінні Лопес підпалила його будинок. Отримала 5 років позбавлення волі умовно, а також виплатила величезний штраф (який сплачував гурт) і пройшла програму реабілітації.
Вирушаючи у відпустку в Гондурас, 25 квітня 2002 року, щоб уникнути зіткнення з вантажівкою, яка несподівано виїхала їй назустріч, з'їхала з дороги. З семи осіб, що були в автомобілі, загинула лише Лопес. Після смерті співачки її матір подала позов на Mitsubishi Motors, заявивши, що в машині були допущені технологічні помилки, але успіху він не мав.

### TLC
Гурт TLC з'явився у 1991 році, названий від перших літер псевдонімів солісток: T-Boz (Тіонн Воткінс), Left Eye (Ліза Лопес) і Chilli (Розонда Томас). Перший альбом 1992 року «Ooooooohhh… On the TLC Tip» розійшовся світом у 6 мільйонів копій. У 1994 році виходить другий альбом «CrazySexyCool», продано понад 15 мільйонів примірників; в 1999 році третій альбом «FanMail» — більше 10 мільйонів екземплярів.
Лопес, перебуваючи в гурті, пише для нього багато пісень, як-от: «ain't 2 Proud 2 Beg», «What About Your Friends», «Hat 2 da Back», «No Scrubs», «Waterfalls», та «Girl Talk».

### Сольна кар'єра
Лопес вважалася більш яскравою учасницею в колективі. І тому на початку 2000-х вона починає сольну кар'єру: співпрацює з іншими артистами, бере участь у телевізійних зйомках і випускає в 2001 році свій перший альбом під назвою «Supernova». У 2002 році планувався другий альбом «N. I. N. A.», але відразу після смерті співачки у квітні 2002 року був скасований.

## Дискографія
- 2001: Supernova
- 2002: N. I. N. A. (відмінений; дещо з невиданого альбому з'явилося на альомі «3D» гурту TLC)

- 2009: Eye Legacy

Мініальбоми
- 2009: Forever... The EP[9]
- 2013: Reigndrops in My LeftEye[10]

## Фільмографія
| Рік  | Назва                        | Роль                                     |
| ---- | ---------------------------- | ---------------------------------------- |
| 1994 | House Party 3                | Секс як зброя (разом з TLC)              |
| 1995 | Living Single                | Себе (разом з TLC)                       |
| 1998 | The Cut (1998 TV series)     | Себе (ведуча)                            |
| 1999 | Cousin Skeeter               | Brenda                                   |
| 2007 | The Last Days of Left Eye    | Себе                                     |
| 2013 | CrazySexyCool: The TLC Story | Себе (архівні матеріали) (біографія VH1) |

## Примітка
1. 1 2  Encyclopædia Britannica
2. ↑  entry. Vanishingtattoo.com. 4 липня 2007. Архів оригіналу за 15 вересня 2012. Процитовано 12 листопада 2010.
3. ↑  Reid, Shaheem (25 квітня 2007). Lisa Lopes Documentary Captures Singer's Last Days. Mtv.com. Архів оригіналу за 15 вересня 2012. Процитовано 12 листопада 2010.
4. ↑  От чего умерла Лиза Лопес?. Архів оригіналу за 19 жовтня 2013. Процитовано 28 листопада 2017.
5. ↑  Harris, Chris (20 червня 2005). Left Eye's Mother Sues Automaker Over Fatal Crash. Mtv.com. Архів оригіналу за 15 вересня 2012. Процитовано 12 листопада 2010.
6. ↑  Freydkin, Donna (25 лютого 1999). TLC's glam goddesses resurface with 'Fan Mail'. CNN.com. Архів оригіналу за 4 березня 2016. Процитовано 24 липня 2008.
7. ↑  Біографія[недоступне посилання з квітня 2019] TLC
8. ↑  Cruz, Clarissa (2 травня 2002). Waterfalls of Tears. Архів оригіналу за 15 вересня 2012. Процитовано 24 липня 2008.
9. ↑  Album | Forever...The EP | Lisa "Left Eye" Lopes. eMusic. Процитовано 7 січня 2012.
10. ↑  iTunes - Music - Reigndrops in my Left Eye by Lisa "Left Eye" Lopes. Itunes.apple.com. 28 січня 2013. Архів оригіналу за 1 грудня 2017. Процитовано 14 червня 2014.